# 鎮寧軍節度使
鎮寧軍節度使，五代後晉在今河南省濮陽市設立的節度使。後晉開運元年（944年）八月，升彰德軍節度使所領澶州為鎮寧軍節度使，割滑州義成軍節度使所領濮州為其屬郡。至後周，鎮寧軍領澶州、濮州二州。

## 歷代節度使
- 史匡威（944）
- 何建（944-945）
- 潘瓌（945-946）
- 石延煦（未到任，946）
- 耶律郎五（契丹任，947）
- 慕容彦超（947）
- 郭從義（947-948）
- 李洪信（948-949）
- 李洪義（949-950）
- 郭榮（951-953）
- 鄭仁誨（953-954）
- 郭崇（954）
- 張永德（957-959）
- 慕容延釗（959-961）
- 張令鐸（961-970）
- 杜審肇（970-971）
- 劉廷讓（973-977）
- 楊信（977）